# Leichtathletik-Europameisterschaften 1978/5000 m der Männer

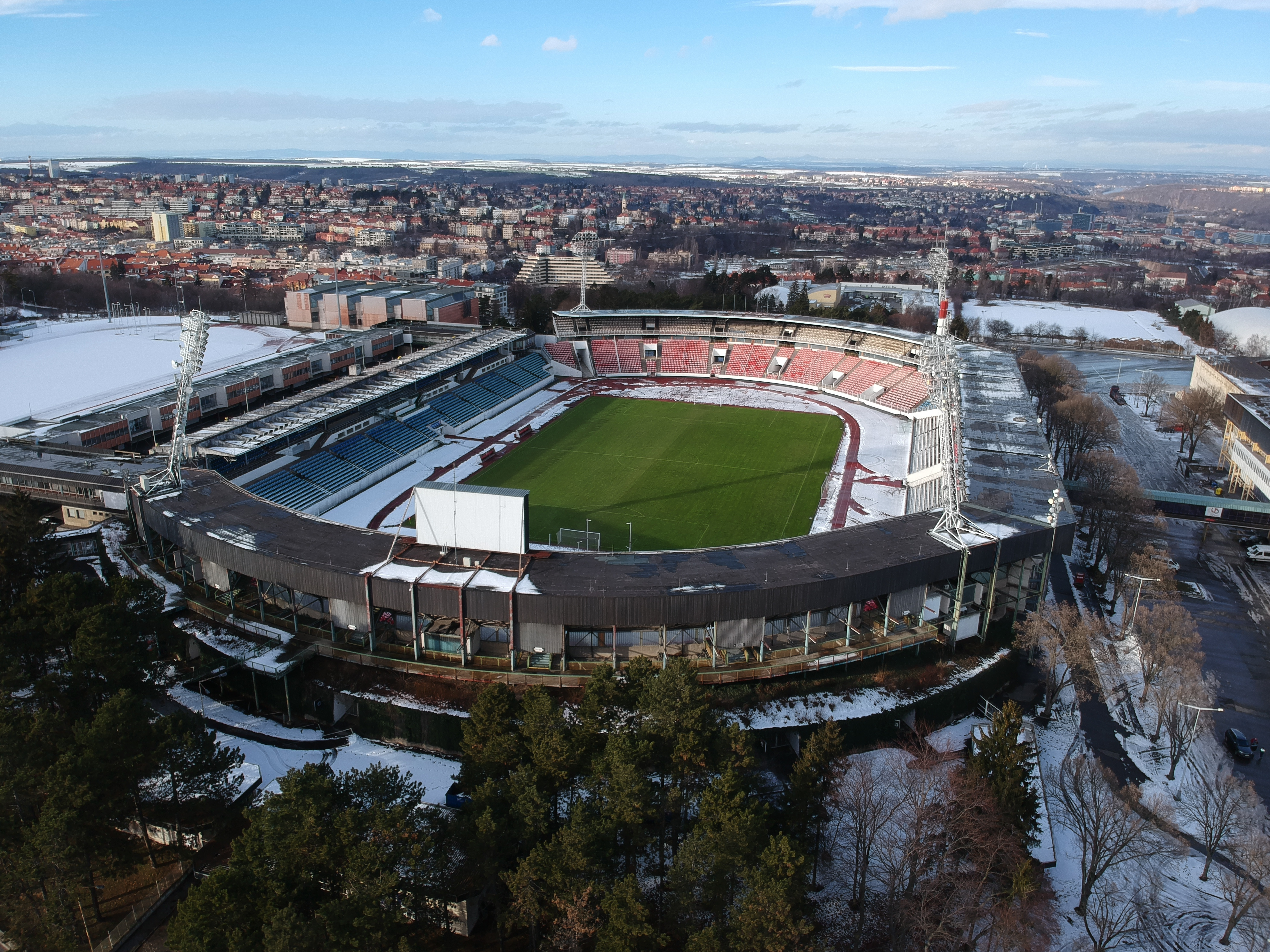
Das Stadion Evžena Rošického von Prag im Jahr 2009

Der 5000-Meter-Lauf der Männer bei den Leichtathletik-Europameisterschaften 1978 wurde am 31. August und 2. September 1978 im Stadion Evžena Rošického von Prag ausgetragen.
Europameister wurde der Italiener Venanzio Ortis, vier Tage zuvor bereits Zweiter über 10.000 Meter. Er gewann vor dem Schweizer Markus Ryffel. Bronze ging an den sowjetischen Läufer Aljaksandr Fjadotkin.

## Rekorde

### Bestehende Rekorde
| Weltrekord           | 13:08,4 min  | Henry Rono      | Berkeley, USA    | 8. April 1978      |
| Europarekord         | 13:12,0 min  | Emiel Puttemans | Brüssel, Belgien | 20. September 1972 |
| Meisterschaftsrekord | 13:17,21 min | Brendan Foster  | EM Rom, Italien  | 8. September 1974  |

Der bestehende EM-Rekord wurde bei diesen Europameisterschaften nicht erreicht. Die schnellste Zeit erzielte der später im Finale drittplatzierte Aljaksandr Fjadotkin aus der Sowjetunion im dritten Vorlauf mit 13:24,10 min, womit er 6,89 s über dem Rekord blieb. Zum Europarekord fehlten ihm 12,1 s, zum Weltrekord 15,7 s.

### Rekordverbesserung
Es wurde ein neuer Landesrekord aufgestellt:

14:18,4 min – John Charvetto (Gibraltar), erster Vorlauf am 31. August

## Legende
Kurze Übersicht zur Bedeutung der Symbolik – so üblicherweise auch in sonstigen Veröffentlichungen verwendet:
| NR  | Nationaler Rekord                        |
| DNF | Wettkampf nicht beendet (did not finish) |

## Vorrunde
31. August 1978
Die Vorrunde wurde in drei Läufen durchgeführt. Die ersten vier Athleten pro Lauf – hellblau unterlegt – sowie die darüber hinaus drei zeitschnellsten Läufer – hellgrün unterlegt – qualifizierten sich für das Halbfinale.

### Vorlauf 1
| Platz | Name              | Nation           | Zeit (min) |
| ----- | ----------------- | ---------------- | ---------- |
| 1     | Frank Zimmermann  | BR Deutschland   | 13:32,42   |
| 2     | Martti Vainio     | Finnland         | 13:33,6    |
| 3     | Leon Schots       | Belgien          | 13:34,1    |
| 4     | Jörg Peter        | DDR              | 13:34,3    |
| 5     | Boris Kusnezow    | Sowjetunion      | 13:34,8    |
| 6     | Brendan Foster    | Großbritannien   | 13:38,3    |
| 7     | Knut Kvalheim     | Norwegen         | 13:43,6    |
| 8     | Radhouane Bouster | Frankreich       | 14:09,3    |
| 9     | John Charvetto    | Gibraltar        | 14:18,4 NR |
| DNF   | Karel Gaba        | Tschechoslowakei |            |

### Vorlauf 2

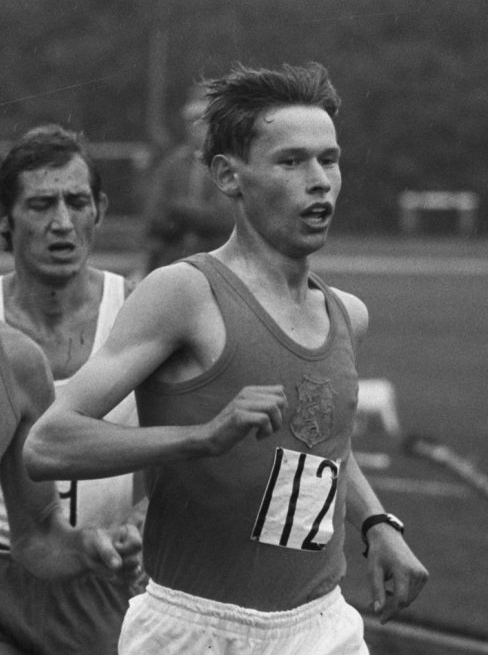
Gerard Tebroke – vier Tage zuvor Sechster über 10.000 Meter – verpasste das Finale um einen Rang

| Platz | Name             | Nation           | Zeit (min) |
| ----- | ---------------- | ---------------- | ---------- |
| 1     | Karl Fleschen    | BR Deutschland   | 13:34,45   |
| 2     | Fernando Mamede  | Portugal         | 13:34,80   |
| 3     | Nick Rose        | Großbritannien   | 13:35,70   |
| 4     | Enn Sellik       | Sowjetunion      | 13:36,20   |
| 5     | Gerard Tebroke   | Niederlande      | 13:37,00   |
| 6     | Fernando Cerrada | Spanien          | 13:40,40   |
| 7     | Pierre Levisse   | Frankreich       | 13:44,10   |
| 8     | Stanislav Tábor  | Tschechoslowakei | 13:45,00   |
| 9     | Dietmar Millonig | Österreich       | 13:50,40   |
| 10    | Necdet Ayaz      | Türkei           | 13:55,70   |
| DNF   | Justin Gloden    | Luxemburg        |            |

### Vorlauf 3

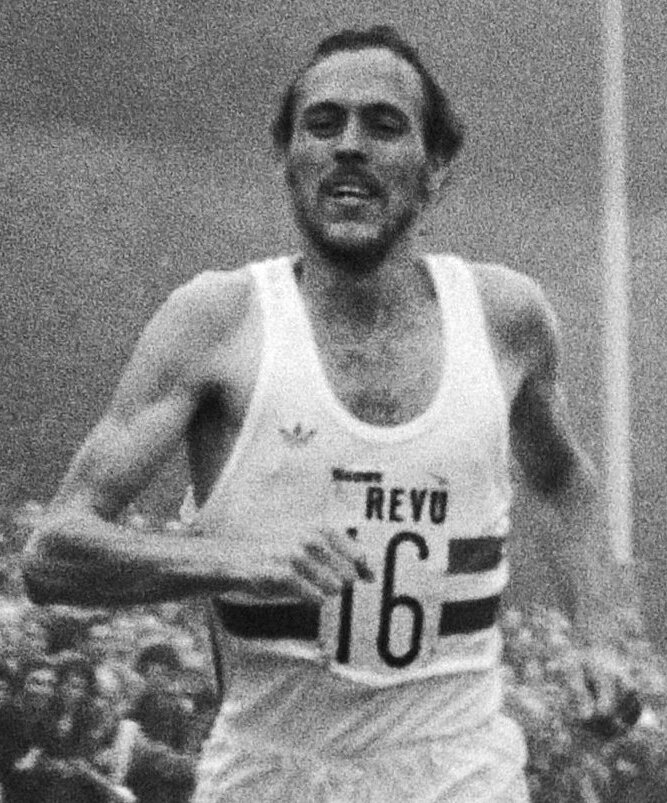
Mike McLeod – Vierzehnter über 10.000 Meter – schied als Siebter des dritten Vorlaufs aus
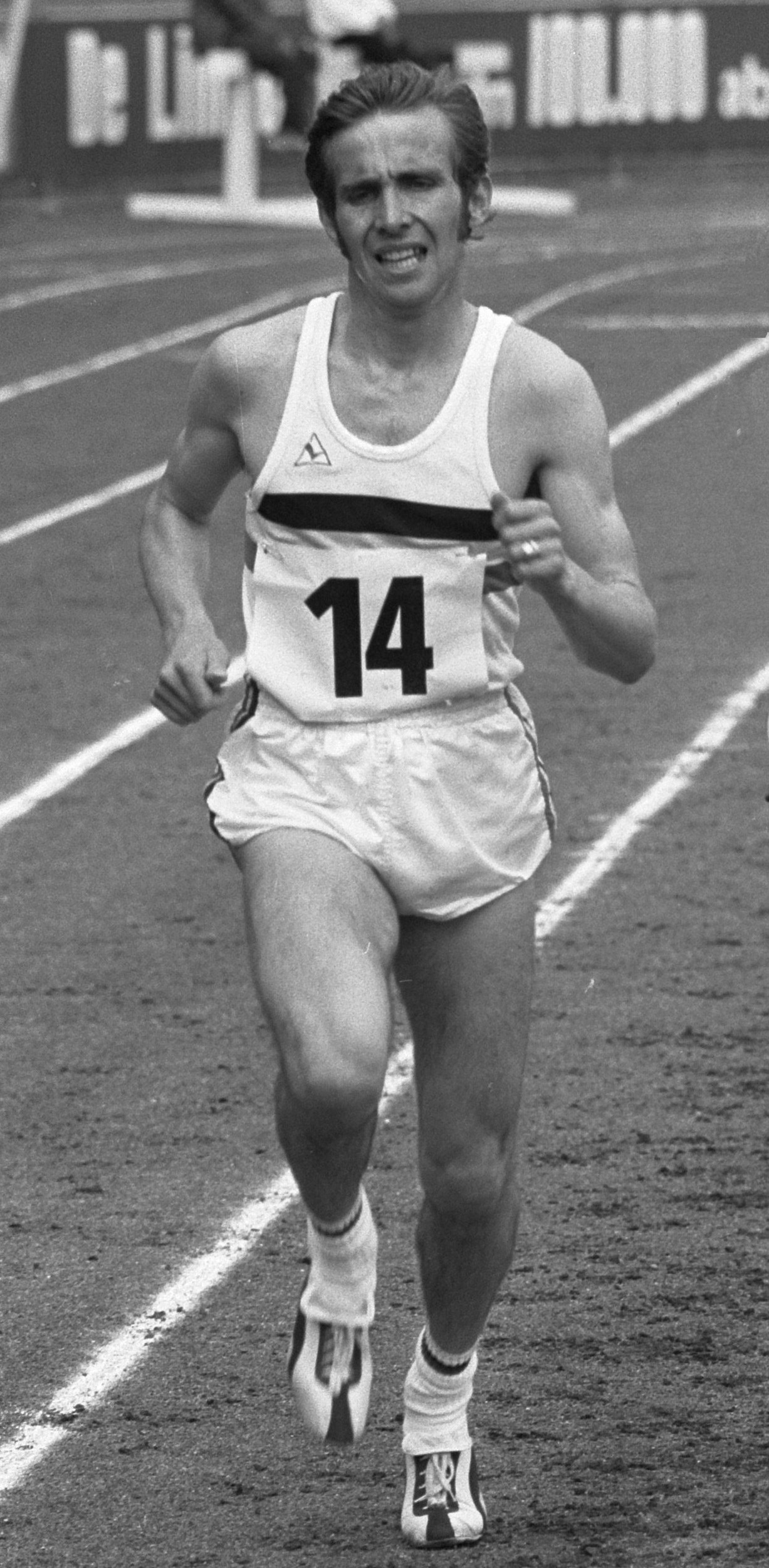
Willy Polleunis blieb im dritten Vorlauf chancenlos und schied aus
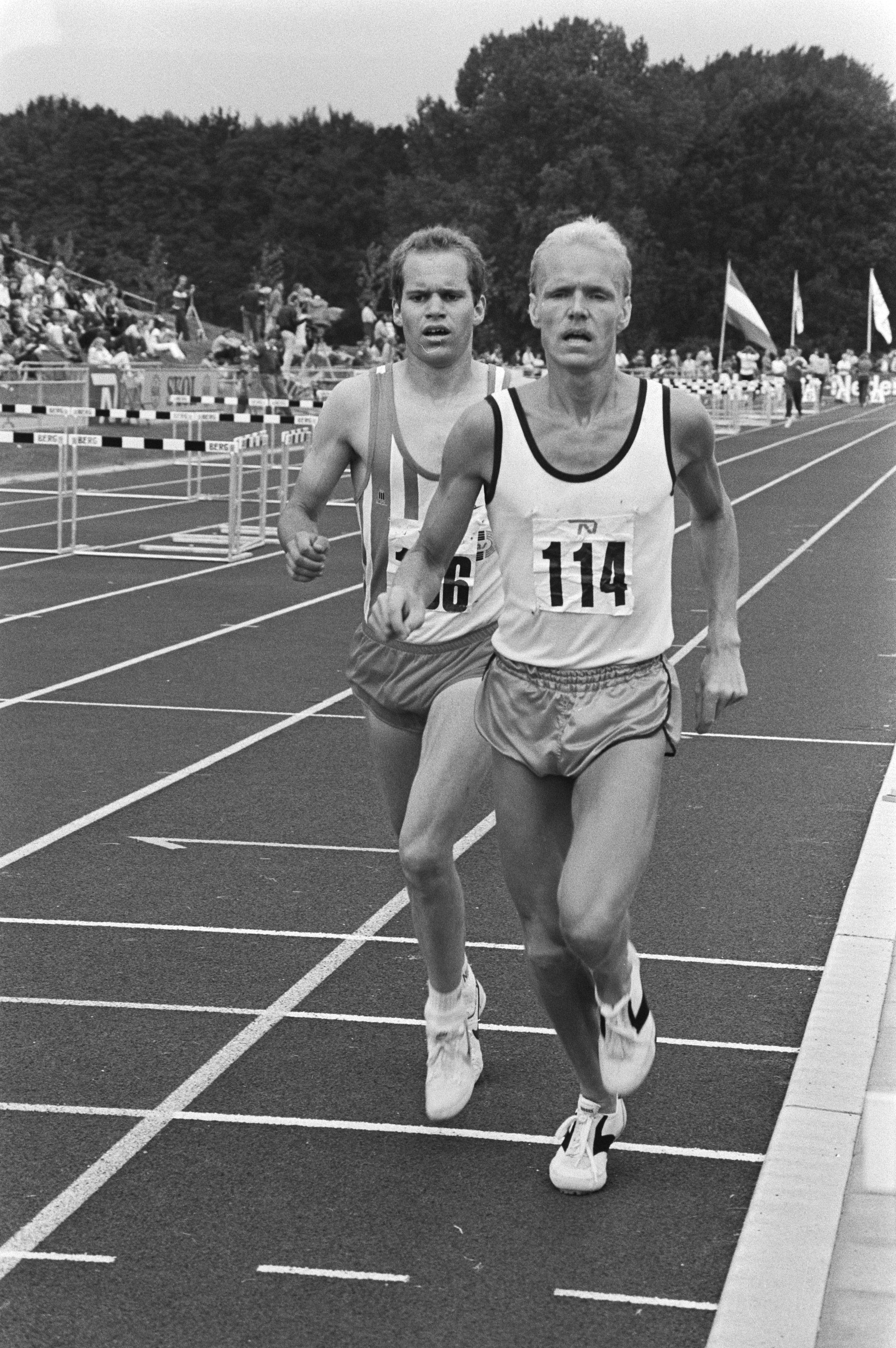
Klaas Lok (hier als Führender) konnte sein Vorlaufrennen nicht beenden

| Platz | Name                 | Nation         | Zeit (min) |
| ----- | -------------------- | -------------- | ---------- |
| 1     | Aljaksandr Fjadotkin | Sowjetunion    | 13:24,10   |
| 2     | Markus Ryffel        | Schweiz        | 13:24,71   |
| 3     | Venanzio Ortis       | Italien        | 13:26,67   |
| 4     | John Treacy          | Irland         | 13:28,25   |
| 5     | Christoph Herle      | BR Deutschland | 13:30,59   |
| 6     | Ilie Floroiu         | Rumänien       | 13:32,50   |
| 7     | Mike McLeod          | Großbritannien | 13:43,90   |
| 8     | Jerzy Kowol          | Polen          | 13:49,10   |
| 9     | Aniceto Simões       | Portugal       | 13:52,10   |
| 10    | Willy Polleunis      | Belgien        | 14:24,50   |
| DNF   | Klaas Lok            | Niederlande    |            |

## Finale

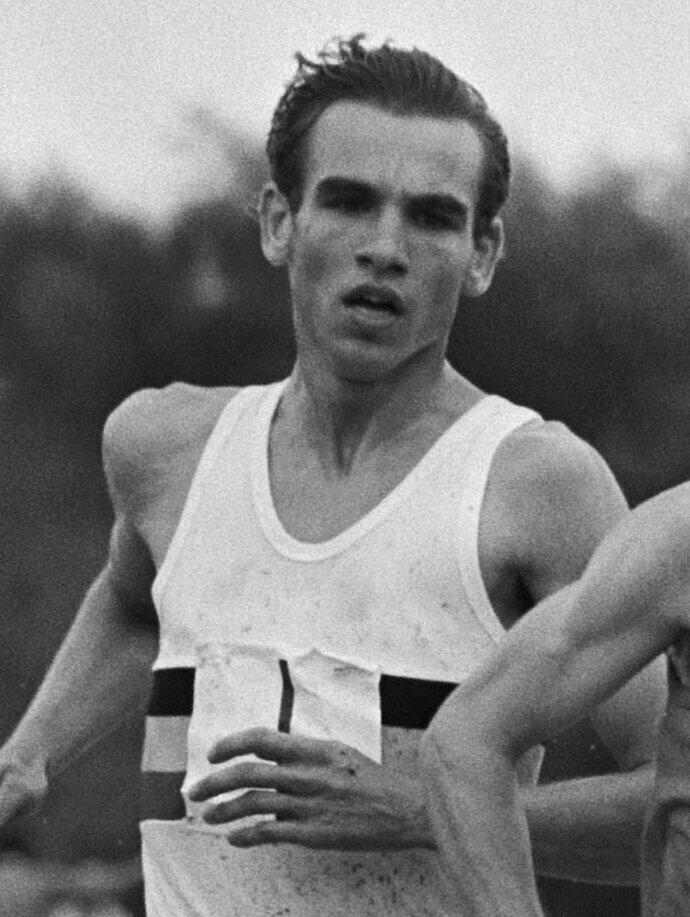
Leon Schots – Zwölfter über 10.000 Meter – kam auf den elften Platz
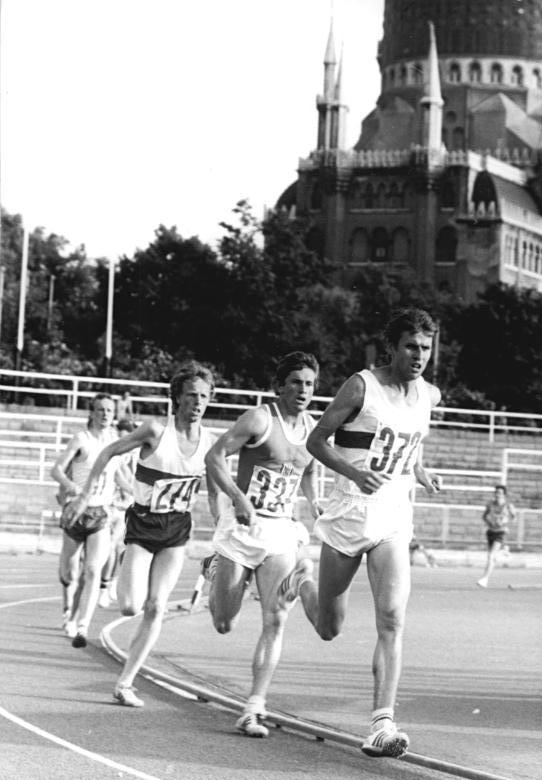
Jörg Peter (Zweiter von rechts) erreichte Platz zwölf Das Foto zeigt ihn im Heinz-Steyer-Stadion in Dresden

2. September 1978, 18:25 Uhr
| Platz | Name                 | Nation         | Zeit (min) |
| ----- | -------------------- | -------------- | ---------- |
| 1     | Venanzio Ortis       | Italien        | 13:28,52   |
| 2     | Markus Ryffel        | Schweiz        | 13:28,60   |
| 3     | Aljaksandr Fjadotkin | Sowjetunion    | 13:28,60   |
| 4     | John Treacy          | Irland         | 13:28,83   |
| 5     | Ilie Floroiu         | Rumänien       | 13:29,27   |
| 6     | Martti Vainio        | Finnland       | 13:29,67   |
| 7     | Nick Rose            | Großbritannien | 13:32,80   |
| 8     | Enn Sellik           | Sowjetunion    | 13:35,80   |
| 9     | Boris Kusnezow       | Sowjetunion    | 13:36,50   |
| 10    | Frank Zimmermann     | BR Deutschland | 13:39,10   |
| 11    | Leon Schots          | Belgien        | 13:47,40   |
| 12    | Jörg Peter           | DDR            | 13:48,60   |
| 13    | Karl Fleschen        | BR Deutschland | 13:50,30   |
| 14    | Christoph Herle      | BR Deutschland | 13:55,40   |
| 15    | Fernando Mamede      | Portugal       | 13:58,20   |